# Fulldome

Fulldomový snímek noční oblohy nad observatoří ESO Paranal v Chile. Foto: P. Horálek/ESO

Fulldome (technologie projekce) je označení pro způsob projekce filmů převážně v digitalizovaných planetáriích, která nesou novodobě označení „digitária“. Jedná se o systém cirkulární projekce obrazu.
Tato projekce se provádí na vnitřní půlkulovou plochu v rozsahu 360° na 90°, tzn. jedné hemisféry. Tato hemisféra visí zavěšená nad publikem, nebo je v mírném náklonu. Divák (pozorovatel) sedí pod vnitřní polokoulí a dívá se kolmo vzhůru, nebo v nakloněné poloze sleduje projekci. Fulldome projekce má na rozdíl od plošné filmové projekce vtáhnout maximálně diváka do prostředí filmu. U fulldome projekce je klíčový pro vjem a tím imerzi diváka parametr poloměru hemisféry a bodové rozlišení digitálního projektoru, tzn. čím je větší hemisféra, tím je lepší použít vyšší rozlišení fulldome filmu. Fulldome filmy se proto distribuují v několika rozlišeních dle požadavků digitária. Jde o filmové označení 1K (1024 x 1024 px), 2K (2048 x 2048px), 4K (4096 x 4096 px), 6K, 8K, 12K, 24K atp. Pro projekci fulldome se může použít jen samotný obraz a to od statických snímků až po animace. Na rozdíl od klasické filmové produkce platí, že čím vyšší snímková frekvence, tím plynulejší obraz.
Pro fulldome projekci se nehodí snímkové frekvence typu kino projekce 24fps, PAL 25fps, ale spíše 50 a 60 fps (neprokládaně). Dome film má i svou vyšší kategorii, tak zvanou cave projekci (360 film, spherical film), která pokrývá rozsah 360° na 180°, tzn. celou kouli.
Dome projekce je novým druhem audiovizuální prezentace (obr. 1), která nachází uplatnění v oblasti vizualizací, virtuální reality a i filmovém průmyslu. Historie prezentace visuálního díla v kopuli, prostoru v architektuře, je spojena s moderní evropskou civilizací již od dob Římanů. Zde klenba a prostor pod ní vstupují do komunikace s divákem jako mediální prostor, který pro tehdejší architekty reprezentoval například nebeskou klenbu/vesmír. Šlo o druh mediálního prostoru, který měl určitou symboliku a který se umělci vždy snažili využít pro fascinaci davů, které stály pod tímto „plátnem“. To stejné prožívá člověk v těchto místech i dnes.
Tento způsob pořizování obrazu byl původně použit v oblasti stavebnictví a architektury (rybí oko). Pak byl využíván fotografy pro umělecký druh fotografie, ale širšího uplatnění nedošel. Teprve až s rozvojem digitalizace filmového materiálu byl použit v digitáriích pro projekci. První fulldome projekce byla zprovozněna roku 1983 v First Evans & Sutherland Digistar.
V České republice se zabývá produkcí a distribucí tohoto druhu filmového formátu Fulldome Institut v Brně, který sdružuje odborníky na nová média z Masarykovy univerzity a Vysokého učení technického v Brně.